# Arrondissement Ath
Arrondissement Ath (francouzsky: Arrondissement d'Ath; nizozemsky: Arrondissement Aat) je jeden ze sedmi arrondissementů (okresů) v provincii Henegavsko v Belgii.
Obce Brugelette a Chièvres náleží k soudnímu okresu Mons a zbylé obce patří k soudnímu okresu Tournai.

## Obyvatelstvo
Počet obyvatel k 1. lednu 2017 činil 86 719 obyvatel. Rozloha okresu činí 487,37 km².

## Obce
Okres Ath sestává z těchto obcí:
- Ath
- Belœil
- Bernissart
- Brugelette
- Chièvres
- Ellezelles
- Flobecq
- Frasnes-lez-Anvaing